# Sun Records (Phillips)
Sun Records is het platenlabel van Sam Phillips, de ontdekker van Elvis Presley. Het label had als thuisbasis 706 Union Avenue in Memphis, Tennessee en werd gestart op 27 maart 1952, nadat Phillips daar twee jaar eerder zijn opnamestudio begonnen was. 

## Beginjaren
Sam Phillips had met zijn broer Judd al een platenlabel gestart, maar dat mislukte, waarna Sam Phillips in opdracht van andere grote labels muziek opnam van o.a. B.B. King en Howlin' Wolf.

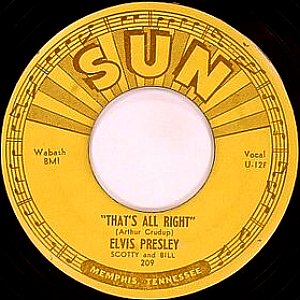
That's all right

Ook na de nieuwe oprichting van een platenlabel was er maar weinig succes, totdat in 1954 Elvis Presley er zijn That's All Right uitbracht.
Sun Records is voornamelijk bekend geworden vanwege de kansen die het bood aan artiesten als Elvis Presley, Carl Perkins, Jerry Lee Lewis, Johnny Cash en Roy Orbison. Dit heeft hun carrière op weg geholpen. Hun muziek op dit platenlabel heeft later veel andere artiesten beïnvloed. Een bekende producer tot 1959 bij Sun was Jack Clement.

## Enkele bekende zangers onder Sun Records
| startjaardat | eindjaar | artiest         | Sun-tijd | vertrok naar     | hits onder Sun                                            |
| ------------ | -------- | --------------- | -------- | ---------------- | --------------------------------------------------------- |
| 1953         | 1955     | Elvis Presley   | 2 jaar   | RCA Records      | That's All Right I Forgot to Remember to Forget           |
| 1954         | 1958     | Carl Perkins    | 4 jaar   | Columbia Records | Blue Suede Shoes Matchbox                                 |
| 1954         | 1958     | Johnny Cash     | 4 jaar   | Columbia Records | I Walk the Line Folsom Prison Blues Hey Porter Get Rhythm |
| 1956         | 1958     | Roy Orbison     | 2 jaar   | RCA Records      | Ooby Dooby                                                |
| 1956         | 1963     | Jerry Lee Lewis | 7 jaar   | Mercury Records  | Whole Lotta Shakin' Goin' On Great Balls of Fire          |

## Albums
Op het label werden 78-toeren en 45-toeren singles uitgebracht, en na 1956 slechts 12 albums, waarvan 7 door Johnny Cash, 2 door Jerry Lee Lewis, door Roy Orbison en Carl Perkins ieder een, en een verzamelaar.
De verzamelaar (Sun's Gold Hits, Volume 1) uit 1960 bevat : Whole Lotta Shakin' Going On - Jerry Lee Lewis/I Walk The Line - Johnny Cash/Blue Suede Shoes - Carl Perkins/You Win Again - Jerry Lee Lewis/Mona Lisa - Carl Mann/Lonely Weekends - Charlie Rich//Raunchy - Bill Justis/Guess Things Happen That Way - Johnny Cash/Breathless - Jerry Lee Lewis/Stay - Charlie Rich/I'm Coming Home - Carl Mann/Boppin' The Blues - Carl Perkins

## Overige Sun-labels
- Phillips International opgericht in 1960 als sublabel van Sun Records
- Sun International is een label van Shelby S. Singleton, die in 1969 alle rechten, tapes en opnames kocht van Sam Phillips, en vrijwel alles her-uitgegeven heeft.